# Theta Reticuli
Theta Reticuli (θ Reticuli, förkortat Theta Ret, θ Ret) som är stjärnans Bayerbeteckning, är en dubbelstjärna  belägen i den mellersta delen av stjärnbilden Rombiska nätet. Den har en skenbar magnitud på 5,86 och är svagt synlig för blotta ögat där ljusföroreningar ej förekommer. Baserat på parallaxmätning inom Hipparcosuppdraget på ca 7,1 mas, beräknas den befinna sig på ett avstånd på ca 460 ljusår (ca 141 parsek) från solen. Den rör sig genom Vintergatan med en hastighet av 7 km/s i förhållande till solen. Dess galaktiska bana ligger mellan 23  800 och 30  100 ljusår från galaxens centrum. 

## Egenskaper
Primärstjärnan Theta Reticuli A är en blå till vit jättestjärna av spektralklass B9 III-IV. Den har en massa som är ca 3,4 gånger större än solens massa, en radie som är ca 2 gånger större än solens och utsänder från dess fotosfär ca 179 gånger mera energi än solen vid en effektiv temperatur på ca 5 000 K. 
Den har en följeslagare, Theta Reticuli  med en massa som är ca 20 procent större än solens massa och magnitud 8,2 Röntgenstrålning som observerats från stjärnan kan komma från följeslagaren.